# Jan Brito

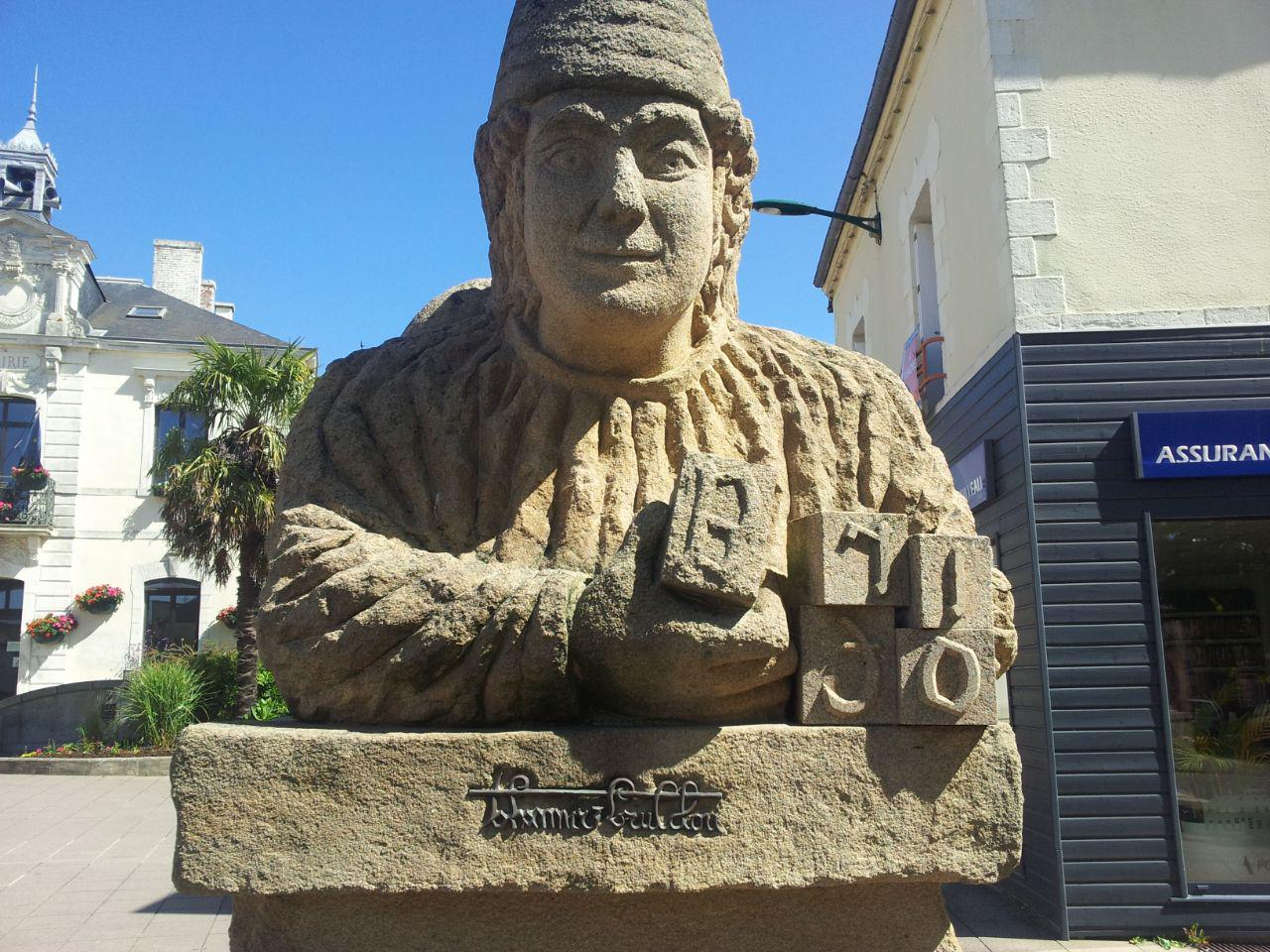
Jan Brito

Jan Brito (Pipriac, ca. 1415 - Brugge, na 1484), ook Jan Britto, Jan de Bretoen, Jan Bortoen of Jan Brulelou, was een vroege drukker in Brugge.

## Levensloop
Brito was afkomstig uit Pipriac, nabij Redon in Bretagne. Hij was er opgenomen in de geestelijke stand, klaarblijkelijk enkel met de lagere wijdingen. Waarschijnlijk is het zijn huwelijk dat hem er toe bracht Bretagne te verlaten en zich in Doornik te vestigen, als kalligraaf en publiek schrijver. Vandaar trok hij naar Brugge, waar hij in 1455 het poorterschap verwierf. Hij betaalde er zijn lidmaatschap bij de Sint-Jansgilde van librariërs,  van 1454 tot 1483.
In de achttiende eeuw ontstond een overtuiging bij sommigen dat hij nog voor Gutenberg, de drukkunst had uitgevonden. Tot in de twintigste eeuw werd deze hypothese door sommigen in Frankrijk en België verdedigd, tot ze uiteindelijk als ongeloofwaardig werd afgewezen.
Wanneer hij voor het eerst iets drukte is onbekend. Men weet dat hij in 1475 en 1476 prenten op papier drukte. Het lijkt in de volgende jaren te zijn geweest dat hij de boekdrukkunst beoefende. Het enige door hem gedrukte boek dat precies te dateren is, La Deffense, dateert van april of mei 1478. De analyse van de filigranen, gedaan door Jacques Duval, toont aan dat zijn productie te situeren is tussen ten vroegste 1464 en ten laatste 1483.
Het is voldoende bekend dat Gutenberg zijn pers met mobiele karakters op punt stelde rond 1445-1450 en dat hij zijn eerste boek, de beroemde Gutenberg-Bijbel in 1453-1455 drukte. Brito komt dus zeker later, ook al mag hij toch nog onder de vroegste Europese drukkers worden gerekend en wordt hij, voor wat de vroege drukkunst in Brugge betreft, in één adem genoemd met William Caxton en Colard Mansion.
Brito ging er prat op dat hij de boekdrukkunst als autodidact had aangeleerd, zonder hiervoor ooit bij iemand in de leer te zijn geweest. Hij vermeldde dit in een paar colofons van de van hem bewaarde drukwerken.

## Drukwerk
In de bibliotheken van Brugge en Kortrijk, in de 'Bibliothèque nationale de France' en de 'Scottish National Library' berusten de uiterst zeldzame incunabelen of fragmenten van incunabelen die door Brito werden gedrukt, in het Nederlands (Vlaams), Frans en Latijn. Amper zes drukwerken die van zijn persen kwamen, blijven op vandaag bekend.
De Universiteit van Leiden bezit een handschrift, gedateerd 1437 en afkomstig uit Saint-Séglin (niet ver van Pipriac), dat de handtekening draagt van Johannes Brulelou. Dit manuscript (Ms. BPL 138) behelst verschillende korte traktaten, waarvan de teksten later door Jan Brito werden gedrukt. Dit moedigt de identificatie aan van Jean Brulelou als Jan Brito, hoewel er uiteraard geen sluitend bewijs hiervoor bestaat.
Jan Brito drukte onder meer:
- La Deffense de monseigneur le duc et de madame la duchesse d'Autriche et de Bourgogne, à l'encontre de la guerre que le roi a suscitée, een pamflet tegen Lodewijk XI van Frankrijk en afkomstig uit de omgeving van Maximiliaan van Oostenrijk, de echtgenoot van Maria van Bourgondië.
- Harau Martin
- Disticha Catonis
- Ecloga Theodoli
- Instructions et doctrine de tous chrétiens et chrétiennes (1480)
- Dit is de payse ghemaect te Brugghe

## Aanvang van de drukkunst in Bretagne
Brito is gestorven in of rond 1484, het jaar waarin de drukkunst haar intrede deed in Bretanje. In december 1484 werd voor het eerst een drukkersatelier geopend in Bréhan, in 1485 gevolgd door twee ateliers in Tréguier en Rennes. In 1488 vestigde de eerste drukker van Bréhan, Jean Crès, zich in Lantenac. In Nantes vestigde zich in 1493 de drukker d'Estienne Larchier.
Het is weinig waarschijnlijk dat Brito enige band had met deze drukkerijen. Er is alvast nooit een dergelijk verband gevonden.

## Herinneringen aan zijn naam
De naam Brito is aanwezig:
- met een straatnaam in Pipriac, Redon, Rennes en Brugge-Sint-Andries
- In Bain-de-Bretagne is er een Lycée Jean Brito
- In Brugge bestond in de 20ste eeuw een 'Drukkerij Jan Brito'
- In deze zelfde stad bestaat sinds 1994 het Hotel Jan Brito.
- Er bestaat een 'Atelier de Gravure Brito' in Rennes. In 2010 organiseerde deze drukkerij een internationale wedstrijd voor ex-libristekeningen.
- In Saint-Coulomb bestaat een Editions Jean Brito.
- In het provinciehuis op de Brugse Markt, staat een standbeeld van Brito.